# Eustomias contiguus
Eustomias contiguus és una espècie de peix de la família dels estòmids i de l'ordre dels estomiformes.

## Hàbitat
És un peix marí i d'aigües profundes que viu fins als 320 m de fondària.

## Distribució geogràfica
Es troba a l'Atlàntic oriental central (34° 21′ N, 35° 22′ W).